# Campionati europei di skeleton 1987
I Campionati europei di skeleton 1987, settima edizione della manifestazione organizzata dalla Federazione Internazionale di Bob e Skeleton, si sono tenuti a Sarajevo, nell'allora Jugoslavia, sulla Olimpijska staza za bob i sankanje Trebević, il tracciato sul quale si svolsero le competizioni del bob e dello slittino ai Giochi di Sarajevo 1984 e la rassegna continentale del 1985 (unicamente nella specialità maschile). La capitale della Bosnia-Erzegovina ha quindi ospitato le competizioni europee per la seconda volta nel singolo maschile.

## Risultati

### Skeleton uomini
| Pos. | Atleti         | Nazione  |
| ---- | -------------- | -------- |
|      | Andi Schmid    | Austria  |
|      | Christian Auer | Austria  |
|      | Alain Wicki    | Svizzera |

## Medagliere
| Pos.   | Paese    | Oro | Argento | Bronzo | Totale |
| ------ | -------- | --- | ------- | ------ | ------ |
| 1      | Austria  | 1   | 1       | 0      | 2      |
| 2      | Svizzera | 0   | 0       | 1      | 1      |
| Totale | Totale   | 1   | 1       | 1      | 3      |